# Sudán en los Juegos Olímpicos de la Juventud 2018
Sudán participó en los Juegos Olímpicos de la Juventud 2018 en Buenos Aires, Argentina, celebrados entre el 6 y el 18 de octubre de 2018. Su delegación estuvo conformada por dos atletas en dos disciplinas y no pudo obtener medallas en las justas.

## Medallero
| Medalla | Oro | Plata | Bronce | Total |
| ------- | --- | ----- | ------ | ----- |
| Total   | 0   | 0     | 0      | 0     |

## Disciplinas

### Atletismo
Burundi clasificó a una atleta en esta disciplina.
Masculino
Eventos de Pista
| Atleta    | Evento     | Serie 1 | Serie 1 | Serie 2 | Serie 2 | Total   | Total  |
| Atleta    | Evento     | Tiempo  | Puesto  | Tiempo  | Puesto  | Tiempo  | Puesto |
| --------- | ---------- | ------- | ------- | ------- | ------- | ------- | ------ |
| Amal Kowa | 800 Metros | 2:49.50 | 25      | 2:49.13 | 23      | 5:38.63 | 23     |

### Natación
Sudán clasificó a un atleta en esta disciplina.
Masculino
| Atleta      | Evento        | Serie  | Serie  | Semifinal | Semifinal | Final     | Final     |
| Atleta      | Evento        | Tiempo | Puesto | Tiempo    | Puesto    | Tiempo    | Puesto    |
| ----------- | ------------- | ------ | ------ | --------- | --------- | --------- | --------- |
| Ismat Moani | 50 m Libres   | 27.07  | 41     | No avanzó | No avanzó | No avanzó | No avanzó |
| Ismat Moani | 50 m Mariposa | 30.24  | 49     | No avanzó | No avanzó | No avanzó | No avanzó |